# 卡普斯 (阿肯色州)
卡普斯（英語：Capps）是位於美國阿肯色州布恩縣的一個非建制地區。該地的面積和人口皆未知。

## 地理
卡普斯的座標為36°14′08″N 93°11′22″W / 36.23556°N 93.18944°W，而該地的平均海拔高度為440米（即1440英尺）。